# .jp
.jp es el dominio de nivel superior geográfico (ccTLD) para Japón. Fue creado en el año 1989.
Cuando se estableció el dominio .jp, el dominio fue administrado por Japan Network Information Center (JPNIC) como parte de su función como organismo técnico supervisor de Internet en Japón. Sin embargo, debido a la creciente importancia y tamaño del registro .jp, en la XI Asamblea General de JPNIC en diciembre de 2000 se decidió crear una nueva corporación que administraría el dominio .jp. Así, se creó el Servicio de Registro de Japón, y el 30 de junio de 2003 asumió oficialmente las funciones del registro .jp.
Los registros .jp solo están permitidos si el registrante tiene una dirección física en Japón.
Los registros se procesan a través de registradores acreditados y los nombres de dominio con caracteres japoneses (kanji, hiragana o katakana) pueden registrarse en el segundo nivel.

## Dominios de segundo nivel
Si bien cualquier entidad con una dirección postal japonesa puede obtener un dominio de segundo nivel (ejemplo.jp), existen varios dominios de segundo nivel de uso restringido, que se enumeran a continuación:
- ac.jp: instituciones académicas de nivel superior, como universidades
- ad.jp: miembros del JPNIC
- co.jp: la mayoría de las formas de sociedades incorporadas, incluidas las sociedades extranjeras registradas en Japón
- ed.jp: instituciones educativas para menores de dieciocho años
- go.jp: ministerios del gobierno japonés y sus dependencias
- gr.jp: grupos de dos o más personas, o grupos de empresas registradas
- lg.jp: autoridades gubernamentales locales
- ne.jp: proveedores de servicios de red
- or.jp: organizaciones registradas y organizaciones sin fines de lucro

### Nombres de dominio .jp de tipo geográfico
Los dominios que se enumeran a continuación están reservados para los gobiernos locales de Japón:
- metro.tokyo.jp: reservado para el gobierno de la metrópoli de Tokio
- (nombre de la prefectura).jp: reservado para el gobierno de la prefectura
- (nombre de la ciudad).jp: reservado para las ciudades japonesas designadas por decreto gubernamental
- (nombre de la ciudad).(nombre de la prefectura).jp: reservado para ciudades no designadas, y distritos y ciudades dentro de Tokio
- (nombre del pueblo).(nombre de la prefectura).jp: reservado para pueblos
- (nombre de la aldea/villa).(nombre de la prefectura).jp: reservado para aldeas o villas